# Брэди, Пэм
Пэм Брэди (англ. Pam Brady) — американский сценарист и продюсер, наиболее известна работой с Треем Паркером и Мэттом Стоуном.

## Карьера
Пэм Брэди впервые встретила Паркера, Стоуна и Джейсона МакХьюга, когда работала с Брайаном Грэденом на 20th Century Fox. Брэди предложила, чтобы Паркер и Стоун сделали еженедельную версию их студенческого фильма Каннибал! Мюзикл; идея была воплощена в виде мини-сериала Time Warped. Ещё до его выхода Паркер и Стоун решили делать сериал «South Park» для Comedy Central и пригласили Брэди в качестве сценариста. Больше всего Брэди известна благодаря вставкам снятого «вживую» видео в эпизоде «Твик против Крэйга», где она сыграла невесту школьного учителя мистера Адлера. Несмотря на то, что в четвёртом сезоне Брэди покинула проект для написания сценариев к голливудским фильмам и участия в создании сериала The Loop, позднее она выступила в качестве одного из сценаристов Команды Америка и время от времени участвовала в качестве продюсера или консультанта эпизодов.

## Написание сценариев

### Телевидение
- The John Larroquette Show (1993)
- Южный парк (1997—1999)
- Just Shoot Me (1999—2000)
- The Loop (2006—2007) (также сосоздатель)
- Соседи из ада (2010)

### Кино
- Саут-Парк: большой, длинный и необрезанный (1999)
- Команда Америка: мировая полиция (2004)
- Hot Rod (2007)
- Hamlet 2 (2008)